# Kew Bridge
Le Kew Bridge est un pont de Londres sur la Tamise. Le pont actuel, le troisième de ceux construits successivement à cet endroit, a été designé par Sir John Wolfe-Barry et Cuthbert Brereton et ouvert au public par le roi Édouard VII et la reine Alexandra en 1903. Il est devenu un monument classé de Grade II en 1983,. Son nom original était King Edward VII Bridge.

## Lieu
Le Kew Bridge franchit la Tamise entre Kew, au sud, et Chiswick et Brentford, au nord. Il est adjacent aux Jardins Botaniques Royaux de Kew.
Le pont relie les routes North Circular et South Circular dans l'ouest de Outer London et, par conséquent, connaît toujours beaucoup de trafic.
À côté du pont, sur son extrémité sud, se trouve le Kew Pier, qui fournit des services  touristiques pour les licences des ferrys de London River Services.

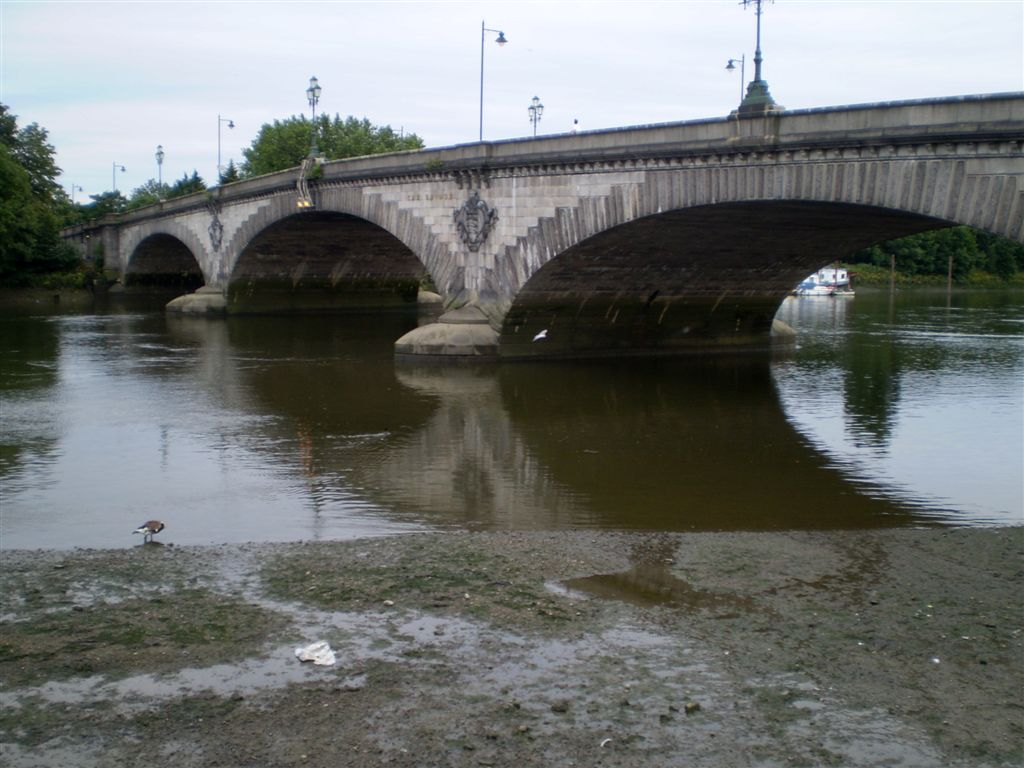
Le pont en 2008
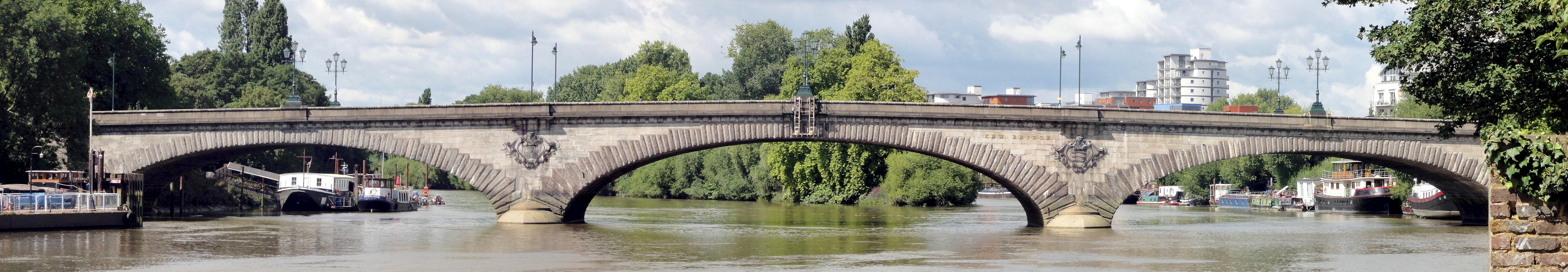
Panorama du pont en 2018